# Марковоля
Марковоля (пол. Markowola) — село в Польщі, у гміні Ґневошув Козеницького повіту Мазовецького воєводства.
Населення — 109 осіб (2011).
У 1975-1998 роках село належало до Радомського воєводства.

## Демографія
Демографічна структура станом на 31 березня 2011 року:
|          | Загалом | Допрацездатний вік | Працездатний вік | Постпрацездатний вік |
| -------- | ------- | ------------------ | ---------------- | -------------------- |
| Чоловіки | 52      | 11                 | 25               | 16                   |
| Жінки    | 57      | 15                 | 22               | 20                   |
| Разом    | 109     | 26                 | 47               | 36                   |